# Пам'ятник Січовим стрільцям та воїнам ОУН-УПА
Пам'ятник Січовим стрільцям та воякам ОУН-УПА у Вінниці — монумент Січовим Стрільцям та воякам ОУН-УПА, який було встановлено у 1999 року на головній алеї Центрального міського парку міста Вінниця.

## Історія пам'ятника

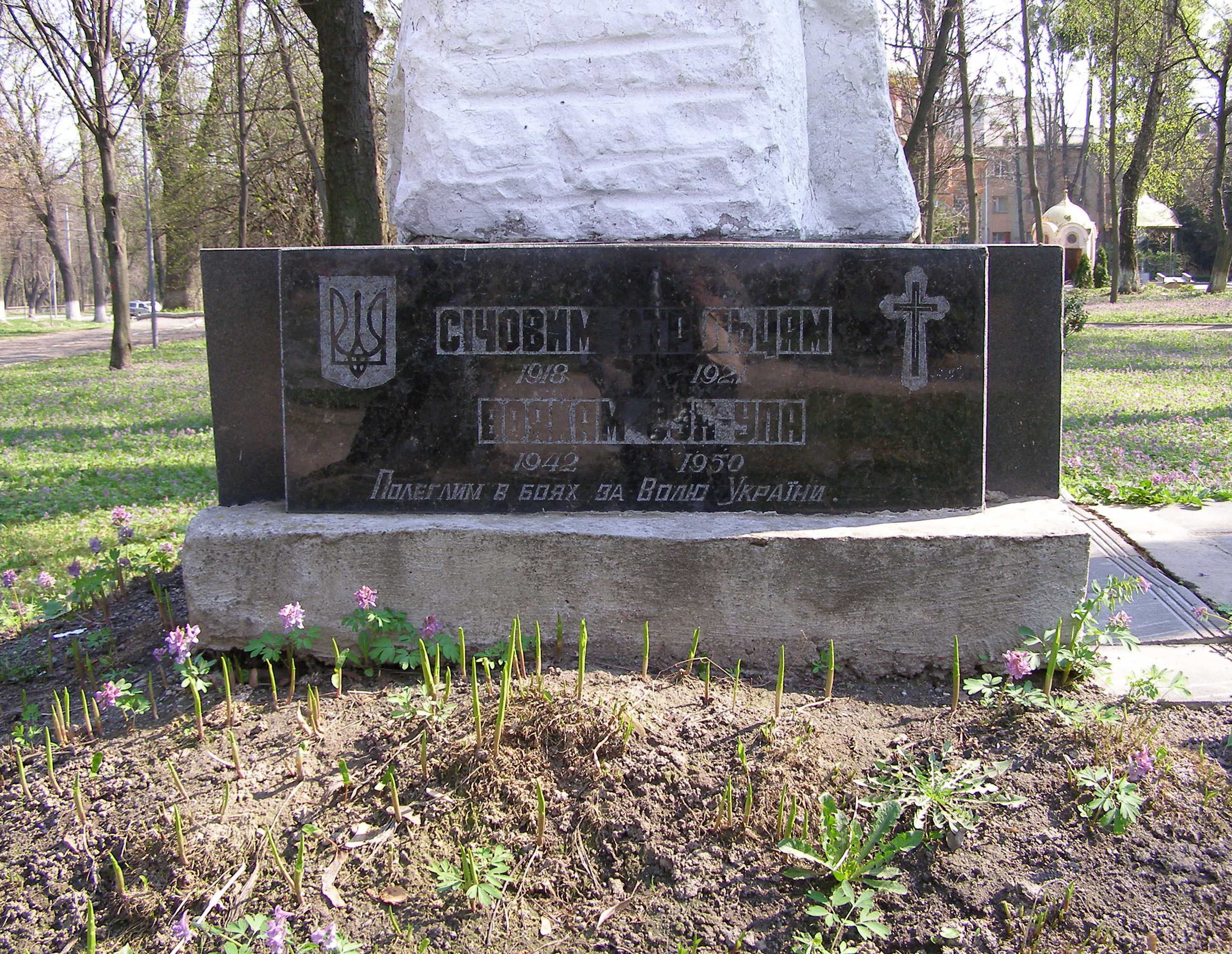

Пам'ятник відкрито в 1990 році в парку біля площі Василя Стуса на братській могилі 20 січових стрільців, загиблих в роки Перших визвольних змагань. Автор — Володимир Смаровоз, український скульптор, який працював в царині станкової та монументальної скульптури.

## Заходи біля пам'ятника
- 13 жовтня 2008 року біля пам'ятника січовим стрільцям і воїнам ОУН-УПА відбулося покладання квітів на честь 66 річниці створення УПА. Була відслужена панахида за загиблими вояками, а ветеранам вручили почесні грамоти та грошову допомогу.
- 5 березня 2010 року біля пам'ятника Січовим Стрільцям та воїнам ОУН-УПА у Вінниці відбулась акція з вшанування пам'яті головнокомандувача Української Повстанської Армії Романа Шухевича, з приводу 60-ї річниці його загибелі.
- 29 січня 2019 року відбувся смолоскипний марші у пам'ять про подвиг Героїв Крут, який завершився біля пам'ятника[1]

## Вандалізм
4 липня 2011 року в м. Вінниці було вчетверте пошкоджено пам'ятник Українським січовим стрільцям та воякам ОУН-УПА.